# Bezpiecznik iskiernikowy
Bezpiecznik iskiernikowy – element elektryczny stosowany przy uziemieniu otwartym końca uzwojenia transformatora niskiego napięcia w sieciach nn, w przypadku gdy punkt neutralny po stronie nn nie jest dostępny (uzwojenie połączone w trójkąt). Element ten stanowią dwie metalowe elektrody (płytki), pomiędzy którymi umieszcza się dziurkowaną przekładkę mikową ulegającą przebiciu przy znacznej wartości występującego na niej napięcia. 
W sieciach izolowanych względem ziemi, zasilanych z sieci średniego napięcia, stosuje się bezpieczniki iskiernikowe włączone między punkt gwiazdowy transformatora a ziemię. Przy znacznym podwyższeniu się napięcia tego punktu względem ziemi, występującym po uszkodzeniu izolacji transformatora, bezpiecznik iskiernikowy ulega przebiciu, co powinno spowodować obniżenie się tego napięcia do wartości uznawanej w danych warunkach za dopuszczalną. W transformatorach o izolacji stałej, żywicznych, w których uszkodzenie izolacji jest bardzo mało prawdopodobne, można zrezygnować ze stosowania takiego bezpiecznika.